# Cassola
Cassola is een gemeente in de Italiaanse provincie Vicenza (regio Veneto) en telt 13.236 inwoners (31-12-2004). De oppervlakte bedraagt 12,7 km², de bevolkingsdichtheid is 1042 inwoners per km².
De volgende frazioni maken deel uit van de gemeente: San Giuseppe, San Zeno.

## Demografie
Cassola telt ongeveer 4932 huishoudens. Het aantal inwoners steeg in de periode 1991-2001 met 12,6% volgens cijfers uit de tienjaarlijkse volkstellingen van ISTAT.
| Jaar | Inwoneraantal |
| ---- | ------------- |
| 1991 | 11.050        |
| 2001 | 12.439        |

## Geografie
De gemeente ligt op ongeveer 92 m boven zeeniveau.
Cassola grenst aan de volgende gemeenten: Bassano del Grappa, Loria (TV), Mussolente, Romano d'Ezzelino, Rosà, Rossano Veneto.